# أرتوراس ميلاكنيس
أرتوراس ميلاكنيس (بالليتوانية: Artūras Milaknis)‏ مواليد 16 يونيو 1986 في كاوناس، الجمهورية الليتوانية السوفيتية الاشتراكية، هو لاعب كرة سلة ليتواني. بدأ مسيرته الاحترافية في سنة 2004. يحمل الرقم 21. يبلغ طوله 6 قدم 4.7 بوصة (1.9 م).

## المسيرة الاحترافية
لعب مع زالغيريس لكرة السلة في موسم 2007–2008، ثم لعب مع نادي أتلتاس لكرة السلة في سنة 2008، ثم لعب مع نادي يونيكس قازان لكرة السلة في موسم 2015–2016.

## إحصائيات المسيرة

### الدوري الأوروبي
| السنة   | الفريق              | لعب | بدأ | دقيقة | ميداني% | ثلاثية | حرة  | ارتداد | صنع | استلاب | تصدي | نقطة | أداء |
| ------- | ------------------- | --- | --- | ----- | ------- | ------ | ---- | ------ | --- | ------ | ---- | ---- | ---- |
| 2007–08 | زالغيريس لكرة السلة | 2   | 0   | 2.5   | .500    | .000   | .000 | .0     | .0  | .0     | .0   | 1.0  | .5   |
| 2008–09 | زالغيريس لكرة السلة | 5   | 0   | 14.8  | .611    | .571   | .500 | 1.2    | .2  | .0     | .0   | 6.2  | 5.0  |
| 2009–10 | زالغيريس لكرة السلة | 11  | 0   | 8.0   | .500    | .500   | .500 | .4     | .0  | .3     | .0   | 2.5  | 1.0  |
| 2010–11 | زالغيريس لكرة السلة | 15  | 9   | 15.5  | .368    | .308   | .800 | 1.0    | .4  | .7     | .0   | 3.9  | 1.3  |
| 2013–14 | زالغيريس لكرة السلة | 24  | 4   | 18.3  | .458    | .432   | .667 | 2.0    | .7  | .3     | .0   | 6.4  | 4.8  |
| 2014–15 | زالغيريس لكرة السلة | 24  | 10  | 25.9  | .462    | .462   | .778 | 1.8    | 1.4 | .3     | .1   | 10.0 | 8.0  |
| المسيرة | المسيرة             | 81  | 23  | 18.0  | .456    | .437   | .738 | 1.4    | .7  | .3     | .0   | 6.3  | 4.5  |

## روابط خارجية
- أرتوراس ميلاكنيس على موقع الاتحاد الدولي لكرة السلة (الإنجليزية)
- أرتوراس ميلاكنيس على موقع الدوري الأوروبي لكرة السلة (الإنجليزية)
- أرتوراس ميلاكنيس على موقع كرة السلة الأوروبية.كوم (الإنجليزية)
- أرتوراس ميلاكنيس على موقع ريلجم (الإنجليزية)
- أرتوراس ميلاكنيس على موقع بروبوليرز (الإنجليزية)
- أرتوراس ميلاكنيس على موقع سبورتس رفرنس (الإنجليزية)